# 4911 Rosenzweig
4911 Rosenzweig (1953 UD) là một tiểu hành tinh vành đai chính.